# Lookmaskerbij
De lookmaskerbij (Hylaeus punctulatissimus) is een vliesvleugelig insect uit de familie Colletidae. De wetenschappelijke naam van de soort is voor het eerst geldig gepubliceerd in 1842 door Smith.